# Liu Chen
En aquest nom xinès, el cognom és Liu.
Liu Chen (mort el 263 EC), Príncep de Beidi, va ser el cinquè fill de Liu Shan, el segon governant de Shu Han durant el període dels Tres Regnes de la història xinesa. Liu Chen es va oposar als plans de Qiao Zhou per rendir-se a la força rival sota Deng Ai de Cao Wei. Liu Chen va intentar de convèncer el seu pare perquè es lluités per l'honor de Shu Han, de manera que Liu Bei (el fundador de Shu Han) no el miraria de dalt a baix com un governant redimit de Shu. Això no obstant, Liu Shan va expulsar Liu Chen de la cort. Ell llavors va anar a l'ancestral temple de Liu Bei i va matar la seva esposa i fills per després suïcidar-se.
La seva història es recrea en una obra teatral de l'òpera Yue.